# Trattato di Blois
Il trattato di Blois del 22 settembre 1504 riguardò la proposta di matrimonio tra Carlo I d'Asburgo, il futuro Carlo V e Claudia di Francia, figlia del re Luigi XII di Francia e di Anna di Bretagna.
Se Luigi XII non avesse avuto un erede maschio, Carlo I d'Asburgo avrebbe ricevuto in dote il ducato di Milano, Genova e le sue dipendenze e la contea di Asti, nonché in Francia il ducato di Bretagna, il ducato di Borgogna, la contea di Blois, la viscontea di Auxonne e altri territori minori.
Benché voluto da Luigi XII per creare discordia nel campo spagnolo-asburgico, il trattato era pericoloso anche per la Francia. Il progetto di matrimonio fu annullato su richiesta degli Stati generali riuniti a Tours.
Questo trattato non deve essere confuso con altri accordi stretti a Blois negli anni successivi:
- Il 12 ottobre 1505 Luigi XII di Francia e Ferdinando il Cattolico concordarono il matrimonio di quest'ultimo con Germana de Foix.
- Il 12 dicembre 1509 Ferdinando il Cattolico si impegnò ad intervenire in Italia in aiuto dell'imperatore Massimiliano d'Austria.
- Il 18 luglio 1512 fu stabilito un patto difensivo fra la Navarra e la Francia, che salvaguardava la neutralità della Navarra, ma che fornì la scusa per l'invasione da parte delle truppe spagnole di Ferdinando il Cattolico.
- Nel marzo 1513 la Repubblica di Venezia e il re Luigi XII di Francia strinsero un accordo contro il Ducato di Milano.